# Allyson Robinson
Allyson Dylan Robinson est une pasteure chrétienne baptiste et une militante américaine des droits de l'homme, spécialisée dans les droits des LGBT aux États-Unis. 
En 2008, elle rejoint Human Rights Campaign (HRC), elle supervise le programme de la HRC visant à créer des modèles de programme pour la formation à la diversité LGBT sur le lieu de travail. Elle accède au poste de directrice exécutive en 2012.
Plus tard dans l'année, elle entame un court mandat controversé en tant que première directrice exécutive de OutServe-SLDN, un réseau de LGBT servant activement le personnel militaire, à la suite de la fusion de OutServe et Servicemembers Legal Defense Network en octobre 2012,,,,,,,,. Elle est la première personne transgenre à diriger une organisation nationale de défense des droits des LGBT qui ne se concentrait pas uniquement sur des questions de transidentité,,.

## Biographie
Avant sa transition, elle fréquente l'académie militaire de West Point et obtient un diplôme avec une majeure en physique en 1994,,,. Puis, elle est commissionnée en tant qu'officier servant dans l'armée américaine jusqu'en 1999. Elle a grade de capitaine. 
Elle effectue ensuite un stage au Laboratoire national de Los Alamos, puis elle commande une unité de Patriot missiles en Europe et au Moyen-Orient avant de quitter l'armée américaine en 1999,,. Elle étudie en théologie avec un accent sur la justice sociale au George W. Truett Theological Seminary de l'Université Baylor et obtient un master en 2007,.

### Carrière
En 2007, elle est ordonnée pasteur baptiste . 
Elle envisage le suicide, mais affirme qu'un ange du Seigneur nommé Raison l'a convaincue de ne pas se suicider. Après cette expérience, elle est devenue une femme. Elle se rend en 2008 à West Point ou elle s'adresse à des cadets.
En 2008, elle rejoint la Fondation HRC en tant que première directrice adjointe des programmes pour les employés et supervise le programme de HRC visant à créer des modèles pour la formation à la diversité LGBT sur le lieu de travail. Elle prend ensuite le rôle de directrice générale en 2012.
Elle est membre du conseil d'administration de plusieurs groupes de défense des droits LGBT, dont la Fondation internationale pour l'éducation au genre et Knights Out.
En octobre 2012, elle devient la première directrice exécutive d'OutServe-SLDN, un réseau de LGBT au servant le personnel militaire, à la suite de la fusion d'OutServe et de Servicemembers Legal Defence Network,,. Elle est la première personne transgenre à diriger une organisation nationale de défense des droits des LGBT qui ne se concentre pas principalement sur les droits des personnes transgenres.
OutServe-SLDN perd une grande partie de sa base de financement après l'abrogation en septembre 2011 de la loi Don't ask, don't tell (DADT),,,. Robinson est chargée de relier les deux anciens groupes et de remanier le budget à la baisse, ce qui implique de licencier la moitié du personnel du nouveau groupe. Neuf mois après avoir embauché Allyson Robinson, le conseil d'administration d'OutServe-SLDN annonce qu'il est en faillite et qu'il doit fermer son siège social à Washington DC ; le même jour, Allyson Robinson annonce que sa démission en tant que directrice générale prendra effet le lendemain, le 12 juillet 2013,.
En 2014, la Calvary Baptist Church de Washington, membre de l'Association des Baptistes Accueillants et Affirmants, l'a ordonnée pasteure.

## Vie privée
Robinson est mariée à sa camarade de classe de West Point Danyelle Juel (Wambach) Robinson depuis 1994. Elles ont quatre enfants,,. 

## Ouvrages
- Robinson, « The transgender patient and your practice: what physicians and staff need to know », J Med Pract Manage, vol. 25, no 6,‎ may–june 2010, p. 364–7 (ISSN 8755-0229, PMID 20695249)
- Robinson, « Karl Barth's Theology of Church Unity », Truett Journal of Church and Mission, vol. 3, no Fall 2005,‎ fall 2005, p. 52–66 (ISSN 1543-3552, lire en ligne, consulté le 25 juin 2013)